# Kahu Shivapur
Kahu Shivapur – gaun wikas samiti w zachodniej części Nepalu w strefie Gandaki w dystrykcie Tanahu. Według nepalskiego spisu powszechnego z 2001 roku liczył on 1087 gospodarstw domowych i 8066 mieszkańców (4035 kobiet i 4031 mężczyzn).